# Aux côtés du mal
Production
Diffusion
The Worst of Evil , aux côtés du mal en français, (Korean: 최악의 악) est une série sud coréenne de 2023 avec comme acteurs principaux Ji Chang-wook, Wi Ha-joon, Im Se-mi, et Bibi. La série est diffusée sur Disney+ du 27 septembre 2023 au 25 octobre 2023.

## Synopsis
En 1995, la Corée et le Japon font équipe pour démanteler un trafic de drogue international. Jun-mo, un inspecteur de province en quête de promotion pour ne plus se faire rabaisser par la famille de sa femme, infiltre l'Union de Gangnam, une organisation criminelle. Il se rapproche du chef du gang, Jung Gi-cheul sans savoir qu'il était le premier amour de sa femme, Yoo Eui-Jeong, également officier de police. Tout se complique lorsque celle-ci se retrouve en mission sur la même affaire, et quand le cartel chinois envoie une belle chef de gang, Lee Hae-Ryeon, pour livrer de la drogue.

## Casting (source wikipedia anglais)

### Acteurs principaux
- Ji Chang-wook : Park Jun-mo / Kwon Seung-ho

Un policier de campagne, constamment rabaissé par sa belle famille parce qu'il est d'un grade inférieur à sa femme. Il accepte d'infiltrer le gang de l'Union de Gangnam, avec la promesse de 2 promotions. Pour ce faire, il utilise le nom de  Kwon Seung-ho, un faux cousin d'un membre mort du gang, Tae-ho.
- Wi Ha-joon : Jung Gi-cheul
  - Seo Jun :  Jung Gi-cheul jeune

Un ancien DJ et homme de main qui devient le chef du gang l'Union de Gangnam après avoir tué le boss.
- Im Se-mi : Yoo Eui-jeong
  - Shin So-hyun :Yoo Eui-jeong jeune

La femme de Jun-mo est un officier d'élite de la sécurité de la police métropolitaine de Séoul. Elle est aussi le premier amour de Gi-Cheul au lycée.
- Bibi : Lee Hae-ryeon

Un sino-coréenne  trafiquante de drogue, venue en Corée pour commercer avec Gi-Cheul.

## Récompenses
Han Dong-wook a obtenu le prix du meilleur réalisateur en mai 2024 aux 60e Baeksang Arts Awards